# Harry Touw

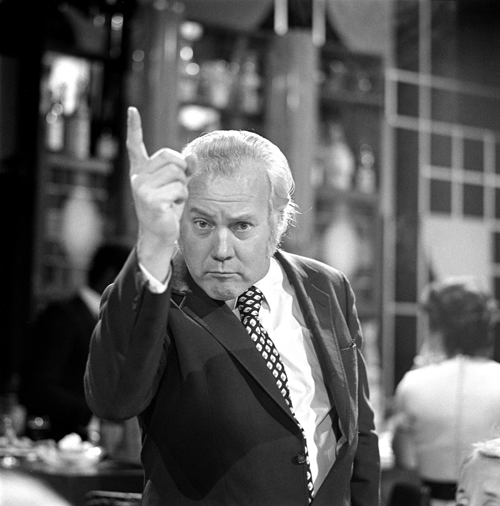
Harry Touw als Fred Haché in 1973

Henri (Harry) Touw (Den Haag, 7 april 1924 – aldaar, 14 april 1994) was een Nederlands komiek, moppentapper en televisiepersoonlijkheid uit Den Haag. Hij verkreeg landelijke bekendheid vanaf 1970 door zijn optreden voor de VPRO-televisie in de rollen van Fred Haché en Otto Kolkvet in een aantal geruchtmakende satirische shows, waarin naakt, vloeken, de wc, hondenpoep e.d. vaak voorkwamen, met een absurde humor (een product van regisseur Wim T. Schippers). Hij maakte ook enige grammofoonplaten (onder andere Bakken aan de Bar). Samen met IJf Blokker maakte hij ook de vedettestripreeks "Bakken aan de Bar".
In 1982 was hij de presentator van Vara's Artiestencafé.
Touw was ook degene die benaderd werd om in de serie Bassie en Adriaan en Het geheim van de schatkaart de rol van De Baron te spelen. Uiteindelijk ging dit niet door en nam Aad van Toor deze rol zelf voor zijn rekening.
Tijdens de zomers verbleef Touw jarenlang in zijn caravan op de Wassenaarse camping Duinrell, waar hij voor de campingjeugd het kinderentertainment verzorgde en bekend was als "Ome Harry". Hij overleed zeven dagen na zijn zeventigste verjaardag.
- International Standard Name Identifier: 0000 0003 9161 195X
- MusicBrainz: c3318e3d-db00-4974-b775-7aaedacd8504
- Nederlandse Thesaurus van Auteursnamen: 070122725
- Virtual International Authority File: 285511689
- WorldCat: E39PBJq6XG4V6XBkTJtbCjRMyd